# Gail (Teksas)
Gail – miasto w Stanach Zjednoczonych, w stanie Teksas, w hrabstwie Borden. W 2000 roku liczyło 190 mieszkańców.